# جایزه بوکر ۲۰۱۱
جایزه بوکر داستان ۲۰۱۱ در مراسمی در ۱۸ اکتبر ۲۰۱۱ اهدا شد. فهرست کلی ۱۳ کتاب من بوکر در ۲۶ ژوئیه اعلام شد و در ۶ سپتامبر به فهرست نهایی ۶ نفره محدود شد. این جایزه به جولیان بارنز برای فیلم "حس پایان" اعطا شد.

## هیئت داوری
- دام استلا ریمینگتون (صندلی)
- متیو د آنکونا
- سوزان هیل
- کریس مولین
- گابی وود

## نامزدها (فهرست نهایی)
| نویسنده      | عنوان            | ژانر(ها) | کشور     | ناشر                     |
| ------------ | ---------------- | -------- | -------- | ------------------------ |
| جولیان بارنز | حس پایان         | رمان     | بریتانیا | جاناتان کیپ، خانه تصادفی |
| کارول توس    | گاوداری جمراچ    | رمان     | بریتانیا | Canongate Books          |
| پاتریک دوویت | برادران سیسترز   | رمان     | کانادا   | گرانتا                   |
| اسی ادوگیان  | Half Blood Blues | رمان     | کانادا   | دم مار                   |
| استفان کلمن  | انگلیسی کبوتر    | رمان     | بریتانیا | بلومزبری                 |
| اندرو میلر   | قطرات برف        | رمان     | بریتانیا | کتابهای آتلانتیک         |

## نامزدها (فهرست کلی)
| نویسنده          | عنوان             | ژانر(ها) | کشور     | ناشر                     |
| ---------------- | ----------------- | -------- | -------- | ------------------------ |
| جولیان بارنز     | حس پایان          | رمان     | بریتانیا | جاناتان کیپ، خانه تصادفی |
| سباستین باری     | در کنار کنعان     | رمان     | ایرلند   | فابر و فابر              |
| کارول توس        | گاوداری جمراچ     | رمان     | بریتانیا | Canongate Books          |
| پاتریک دوویت     | برادران سیسترز    | رمان     | کانادا   | گرانتا                   |
| اسی ادوگیان      | Half Blood Blues  | رمان     | کانادا   | دم مار                   |
| ایووت ادواردز    | یک کمد پر از کت   | رمان     | بریتانیا |                          |
| استفان کلمن      | انگلیسی کبوتر     | رمان     | بریتانیا | بلومزبری                 |
| پاتریک مک گوینس  | آخرین صد روز      | رمان     | بریتانیا |                          |
| آلن هولینگ هورست | کودک غریبه        | رمان     | بریتانیا | پیکادور                  |
| اندرو میلر       | قطرات برف         | رمان     | بریتانیا | کتابهای آتلانتیک         |
| آلیسون پیک       | دور برای رفتن     | رمان     | کانادا   |                          |
| جین راجرز        | وصیت نامه جسی بره | رمان     | بریتانیا |                          |
| دی جی تیلور      | روز دربی          | رمان     |          |                          |